# Arnold Reitsakas
Arnold Reitsakas (* 23. Mai 1933 in Stawropol; † 15. Februar 2000 in Tallinn) war ein estnischer Computerpionier und Informatiker.
Reitsakas ging in Tallinn zur Schule und studierte am Leningrader Institut für Kybernetik der Staatlichen Universität Leningrad mit dem Abschluss als Elektroingenieur 1957. 1961 bis 1995 war er am Institut für Kybernetik der Estnischen Akademie der Wissenschaften in Tallinn, das er gründete und leitete. Er baute 1961 den ersten digitalen Computer in Estland an der Radiofabrik in Tallinn für das Institut für Kybernetik. Außerdem war er am Institut für Kybernetik zuständig für die Einrichtung der aus der Sowjetunion gelieferten Computer (insbesondere der Minsk Serie wie MINSK 32 und 22 der 2. Generation), für die er in den 1960er Jahren aufwärtskompatible Software entwickelte. Er integrierte diesen Computersystemen externe Magnetplatten- und Magnetbandspeicher und implementierte Virtuellen Speicher über Software. Außerdem führte er Bildschirmarbeitsplätze ein. Es folgten in den 1970er und 1980er Jahren sowjetische Computer der 3. Generation (M 4030, ES-1022, ES-1052, ES-1066 und der Multiprozessor-Rechner ELBRUS-1).
1996 erhielt er den Computer Pioneer Award.